# Забавлянка
Забавлянка — музично-поетичний або ритмізований твір, завдання якого — впливати на фізичний та духовний розвиток дитини.
Переважно супроводжується відповідними рухами та жестами, покликаними фізично зміцнювати дитину, створювати радісний та бадьорий настрій.
Забавлянки групують відповідно до віку дитини. Одні призначені для немовлят, інші — коли дитина тримає голівку або починає сидіти чи ходити. Значна частина забавлянок слугує для розвитку мовлення та сприймання дитиною навколишнього світу.
Тематика забавлянок різноманітна, поетика наближена до дитячого світосприймання.
Вони бувають строфічними та частіше — астрофічними. В їх основі — переважно ладканкові структури, що складаються з 3-12 різноскладових віршів. Строфічні забавлянки представлені здебільшого невеликими побудовами (від 1 до 4-5 строф) із симетрично поєднаними віршами. Їх виконують лише одноголосо дорослі й старші діти з відповідними пантомімічними рухами.
Нині через урбанізацію традиційної культури забавлянки займають дедалі менше місця в репертуарі дорослих, частіше слугують як дидактичний матеріал у спеціальній педагогічній літературі.